# Clase Invincible
La clase Invincible fue una serie de portaaviones ligeros de la Royal Navy (RN) construida en las décadas de 1970 y 1980. Fue compuesta por tres (3) unidades: el HMS Invincible, el HMS Illustrious y el HMS Ark Royal.
La clase Invincible fue la plataforma de los aviones de caza Harrier y Sea Harrier de la Royal Air Force (RAF) y Fleet Air Arm (FAA).
La clase Invincible participó de diferentes operaciones, incluida la guerra de las Malvinas y la invasión de Irak de 2003. Su retiro inició a mediados de los años dos mil retirando a la última unidad en 2014. Su reemplazo son los portaaviones de flota de la clase Queen Elizabeth.

## Diseño

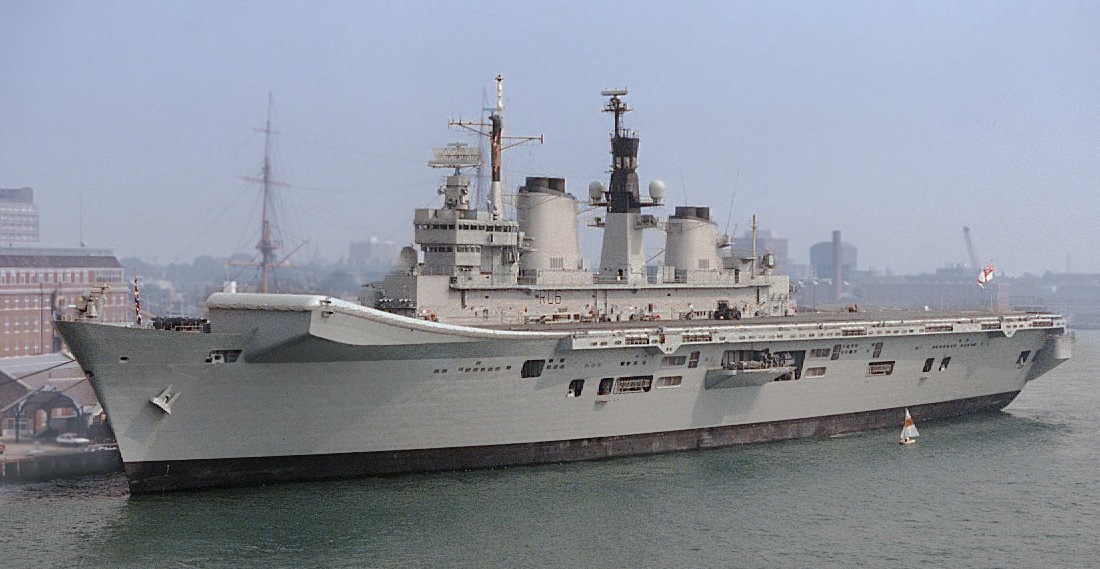
HMS Illustrious en 2006.

El diseño de la clase Invincible fue el de un portaaviones ligero con un desplazamiento de 22 000 t a plena carga; 209 m de eslora, 36 m de manga y 8 m de calado. Su propulsión COGAG (combinado de turbinas de gas), constituida por cuatro (4) turbinas de gas Rolls-Royce Olympus TM3B, lo impulsaba a 28 nudos.
Su ala aérea embarcada estaba compuesta generalmente por aviones de caza Harrier y Sea Harrier, además de helicópteros Merlin y Sea King. Como armamento cargaba una lanzadera de misiles superficie-aire Sea Dart (removida para ampliar la cubierta).

## Desarrollo

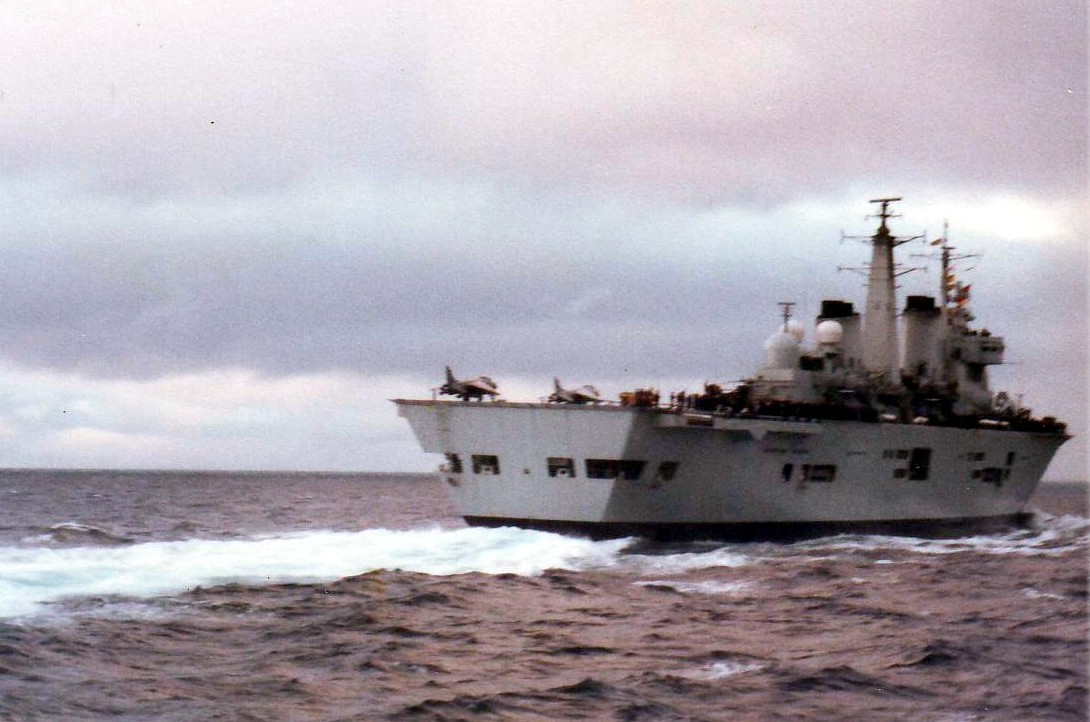
Sea Harrier FRS.1 en la cubierta del HMS Invincible en el Atlántico Sur, durante la guerra de las Malvinas en 1982.

La primera nave fue el HMS Invincible, construido en 1980 por Vickers Shipbuildings and Engineering. Le siguieron el HMS Illustrious y el HMS Ark Royal, ambos construidos por Swan Hunter y entregados en 1982 y 1985, respectivamente.
Inicialmente, la marina de guerra había concebido a esta clase como un buque preparado para complementar al portaaviones CVA-01 (cancelado en 1966). Finalmente fue el reemplazo de los portaaviones de la clase Audacious y de la clase Centaur.
Su diseño respondió al requerimiento de un portaaviones antisubmarino preparado para un enfrentamiento con la Unión Soviética. Por otro lado, el desarrollo del avión Sea Harrier exigió una cubierta de vuelo con ski-jump.
En los años setenta hubo un interés de Irán por este diseño pero finalmente jamás llegó a concretar una compra. A principios de los años ochenta, Australia mantuvo negociaciones para la compra del HMS Invincible; pero el conflicto de las islas Malvinas frustró esta operación.

## Historia de servicio

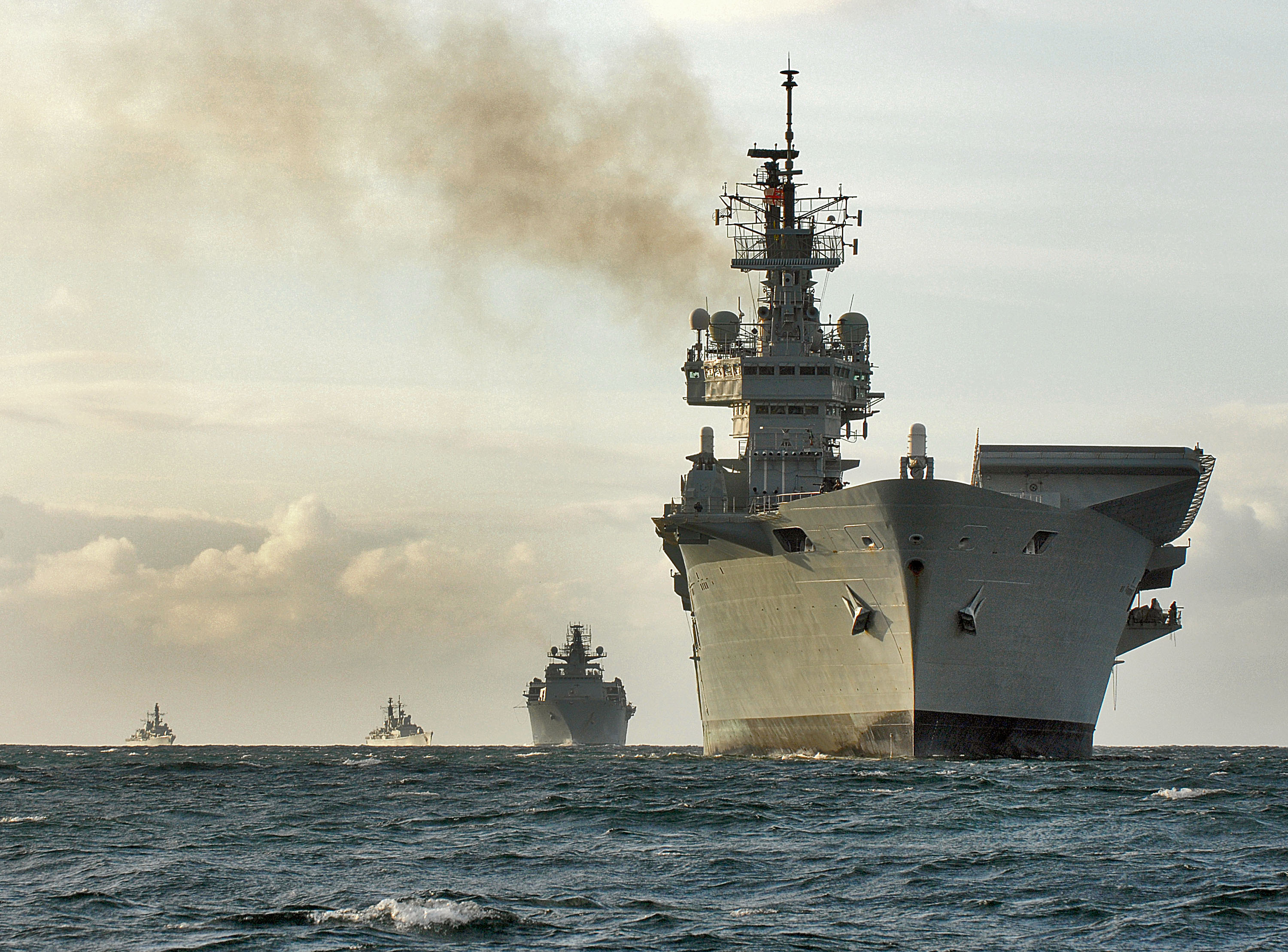
El HMS Ark Royal navegando en 2008.

El HMS Invincible entró en acción en 1982 con la guerra de las Malvinas (denominada Operación Corporate). La nave embarcó jets Harrier GR.3 de la RAF y Sea Harrier FRS.1 de la Fleet Air Arm.
Posteriormente las tres naves de la clase Invincible estuvieron en acción en 1994 en la guerra de Bosnia, desde el mar Adriático. Condujeron operaciones aéreas con aviones Sea Harrier FA.2.
En el año 2000 el HMS Illustrious, al frente de la TF 324.1, participó de la Operación Palliser (Sierra Leona).
En 2003 el HMS Ark Royal estuvo en el golfo Pérsico participando de la invasión de Irak.
El HMS Invincible causó baja en 2005, el HMS Illustrious en 2011 y el HMS Ark Royal en 2014. Su reemplazo fue la clase Queen Elizabeth, formada por los HMS Queen Elizabeth y el HMS Prince of Wales.

## Unidades
| Unidad          | Numeral | Constructor | Iniciado | Botado | Entregado | Baja | Destino    |
| --------------- | ------- | ----------- | -------- | ------ | --------- | ---- | ---------- |
| HMS Invincible  | R05     | Vickers     | 1973     | 1977   | 1980      | 2005 | Desguazado |
| HMS Illustrious | R06     | Swan Hunter | 1976     | 1978   | 1982      | 2011 | Desguazado |
| HMS Ark Royal   | R07     | Swan Hunter | 1978     | 1981   | 1985      | 2014 | Desguazado |